# Constantin Zahei
Constantin Zahei (ur. 10 września 1903 w Sybinie, zm. w 1996) – rumuński żołnierz, oficer armii rumuńskiej w okresie międzywojennym i po drugiej wojnie światowej, a także sportowiec i olimpijczyk.
Uczestnik Igrzysk Olimpijskich w 1936 w Berlinie. Na igrzyskach olimpijskich nie ukończył konkursu WKKW.